# اچ‌ام‌اس هاو (۱۸۶۰)
اچ‌ام‌اس هاو (۱۸۶۰) (به انگلیسی: HMS Howe (1860)) یک کشتی بود که طول آن ۲۶۰ فوت (۷۹ متر) بود. این کشتی در سال ۱۸۶۰ ساخته شد.
اچ ام اس هاو به عنوان یک کشتی 121 اسلحه پیچ درجه یک از خط نیروی دریایی سلطنتی ساخته شد. او و خواهرش اچ‌ام‌اس ویکتوریا اولین و تنها کشتی‌های سه طبقه بریتانیایی این خط بودند که از ابتدا برای پیش‌رانش پیچی طراحی شدند، اما هاو هرگز برای خدمات دریایی تکمیل نشد و هرگز با نام اصلی او خدمت نکرد. در طول دهه 1860، اولین کشتی های رزمی آهنین به تدریج کشتی های دو و سه طبقه بدون زره منسوخ شدند. بیشترین تعداد اسلحه ای که او تا به حال حمل کرده بود 12 اسلحه بود، زمانی که سرانجام در سال 1885 به عنوان کشتی آموزشی Bulwark وارد خدمت شد.هاو به افتخار دریاسالار ریچارد هاو نامگذاری شد. او برای بار دوم در 27 سپتامبر 1886 به Impregnable تغییر نام داد، اما در سال 1919 کمی قبل از فروخته شدن به دلیل شکستن در سال 1921 به Bulwark بازگشت.